# Hamon de Creully
Hamon de Creully también Hamon de Saint-Claire y Hamon el Dentudo (Latín: Hamon Dentatus, m. 1047) fue un noble normando de origen vikingo (Hamon es latinización del escandinavo Håmund), señor de Creully, de Torigni, de Évrecy y Scolasse-sur-Sarthe. Su padre era Mauger de Corbeil, hijo de Ricardo I de Normandía y de Germaine Bassenville de Corbeil (c. 975-1012), hija de Aymon [Albert] de Corbeil. 
Se sabe muy poco de la vida de Hamon Dentatus. Los historiadores antiguos afirman que él y su hermano 
Waldron de Saint-Clair (Guillerin) tomaron parte en la rebelión de los principales barones normandos de Bessin y Cotentin contra un joven Guillermo el Bastardo, alegando su ilegitimidad, y que ambos murieron en la célebre batalla de Val-ès-Dunes. Según Roman de Rou, Hamon cayó en el campo de batalla cuando atacaba a Enrique I de Francia. Su cuerpo fue llevado a Essay y allí enterrado ante la puerta de la iglesia de Esquay-Notre-Dame. La familia perdió toda la heredad de Torigni, Creully, Mézy, y Évrecy tras fracasar el levantamiento contra el duque Guillermo.

## Apodo
Hay varias teorías sobre su apodo, o bien se debe a una anomalía en los dientes o que nació con dientes. Guillermo de Poitiers en su Gesta Guillelmi le cita como Haimonem agnomine Dentatum. Otros interpretan el apodo como «desdentado» o «dentudo». La causa seguramente habría sido la dentadura partida en alguna pelea o una dentadura mal formada.

## Herencia
Algunas fuentes citan que esposó con Hedwige de Sajonia (Hadwise d'Avoye), viuda de Hugo el Grande (en algunos linajes ingleses se la llama Elizabeth d’Avoye), una hija de Enrique I de Sajonia el Pajarero (Henri d'Avoye). Esta genealogía hay que tomarla con precaución por el salto generacional. Con ella tuvo presunta descendencia:
- Robert de Crevecoeur (Crevequer, m. 1145),[8] uno de los compañeros de Guillermo el Conquistador.

Las crónicas mencionan a otra esposa, Godehilde, hija de Yves de Bellême, con quien tuvo un hijo:
- Hamon FitzHamon de Crevecoeur. Alto Sheriff de Kent y senescal de Guillermo II de Inglaterra.